# زهیدا حسین
زهیدا حسین (انگلیسی: Zaheeda Hussain) که به‌طور معمول تحت نام مونونیم زهیدا شناخته می‌شود، بازیگر سابق فیلم‌های هندی است. او که در بمبئی به دنیا آمده‌است، دختر اختر حسین، تهیه‌کننده فیلم است که اختر فرزند جدن‌بائی، کارگردان سینما بود. او به خاطر بازی در شب عجیب (۱۹۶۸) (به هندی: Anokhi Raat)، قمارباز (۱۹۷۱) و راهب عشق (۱۹۷۰) معروف است.

## فیلم‌شناسی
| سال  | فیلم     |
| ---- | -------- |
| ۱۹۶۸ | شب عجیب  |
| ۱۹۷۰ | راهب عشق |
| ۱۹۷۱ | قمارباز  |